# Briza maxima
Briza maxima — вид рослин родини тонконогові (Poaceae). лат. maxima — «більший», натякаючи на великі колоски більші, ніж у інших видів роду.

## Опис
Однорічна трав'яниста рослина. Стебла до 75 см, жолобчасті, голі. Листова пластина 25(30) × 1 см, з гладким краєм. Суцвіття 3–10 см, дуже слабке, з (1)2–20 колосків. Колоски (9)10–26 мм, яйцеподібні або довгасто-яйцеподібні, з 8–20 квітів, голі або притиснуто запушені, принаймні, у верхній половині. Цвіте з березня по липень.

## Поширення
Північна Африка: Алжир; [пн.] Лівія [пн.]; Марокко; Туніс. Західна Азія: Кіпр; Ізраїль; Йорданія; Ліван; Сирія; Туреччина. Південна Європа: Албанія; Болгарія; Хорватія; Греція [вкл. Крит]; Італія [вкл. Сицилія]; Словенія; Франція [вкл. Корсика]; Португалія; Гібралтар; Іспанія [вкл. Балеарські острови]. Широко натуралізований та культивований вид.

### Галерея

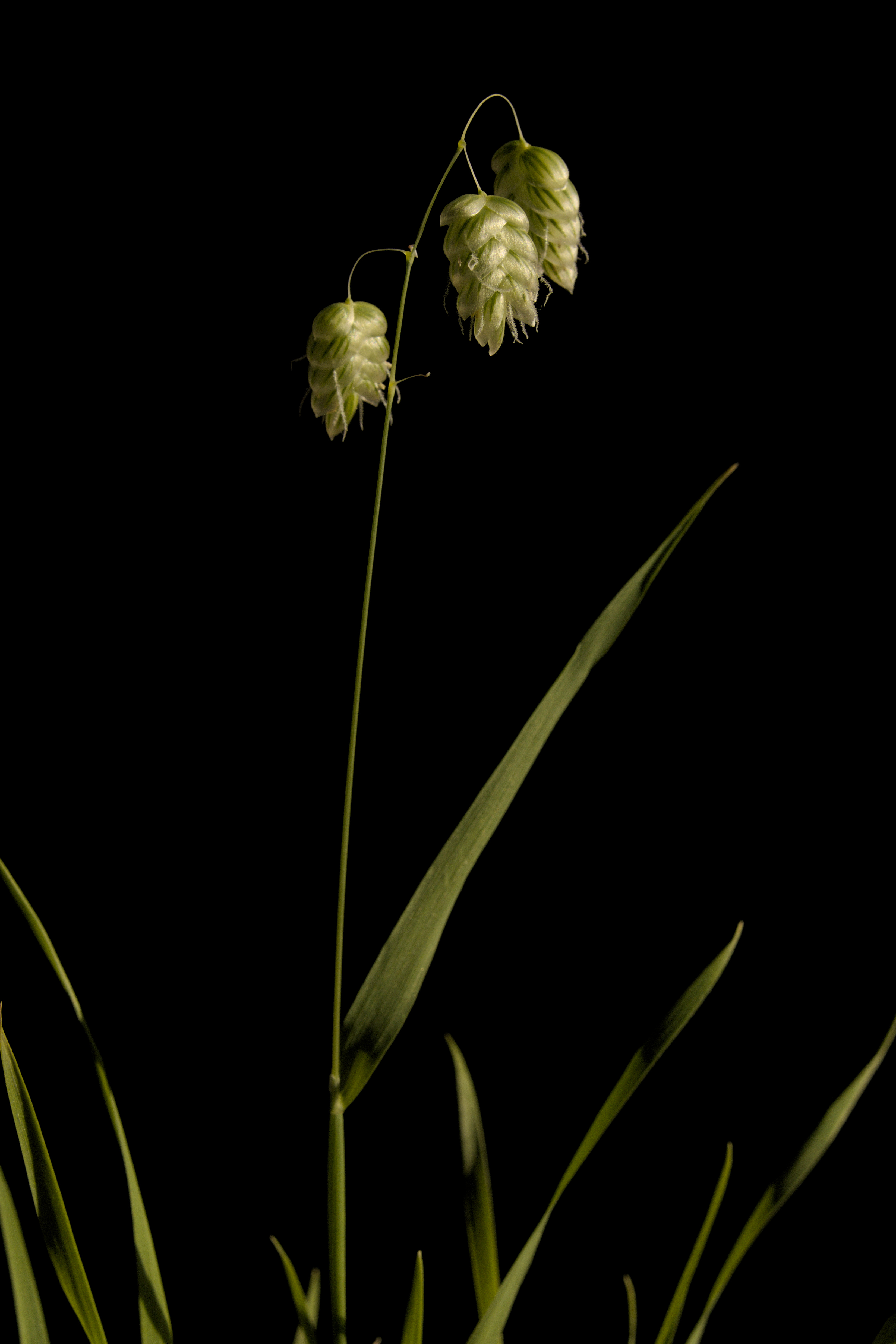
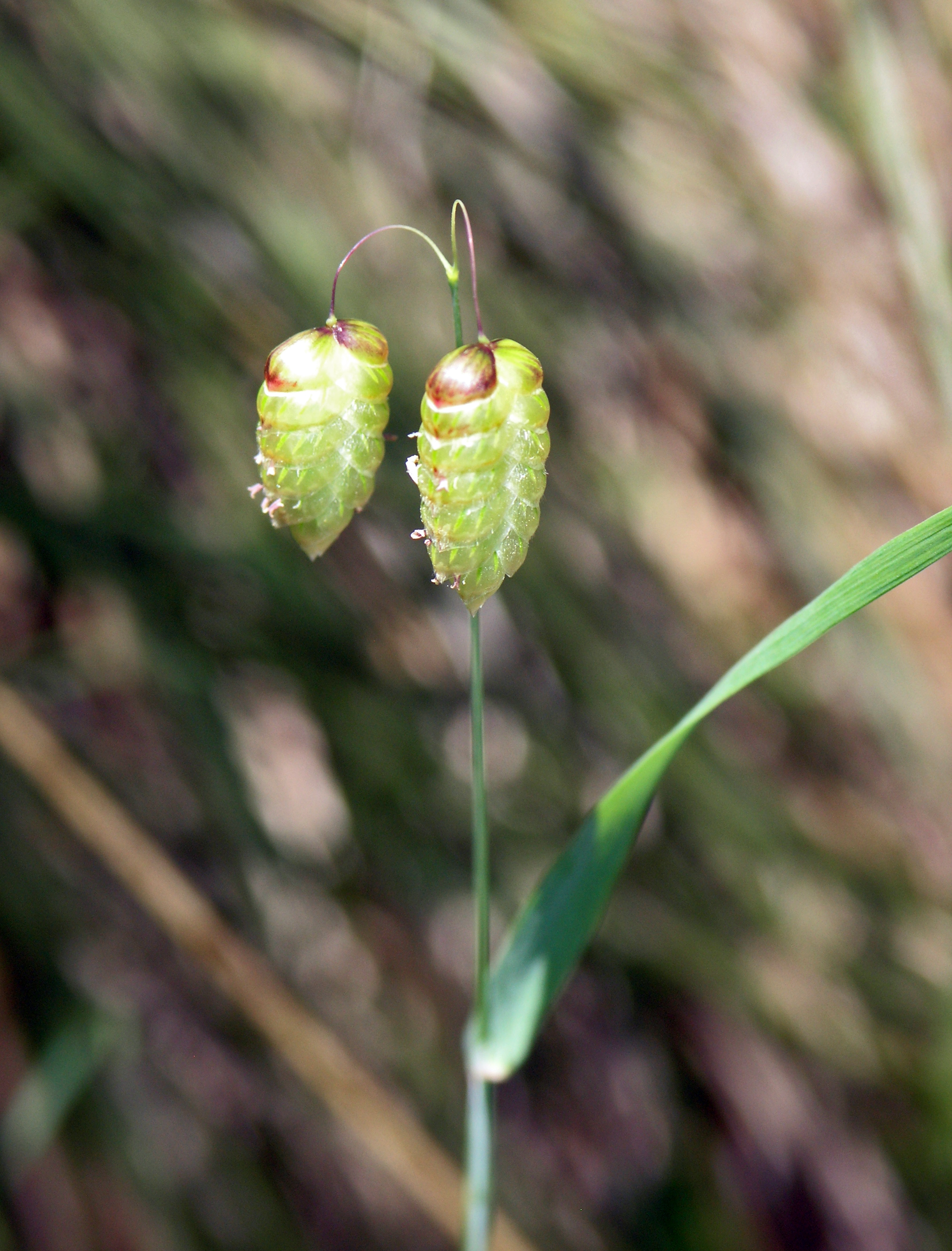
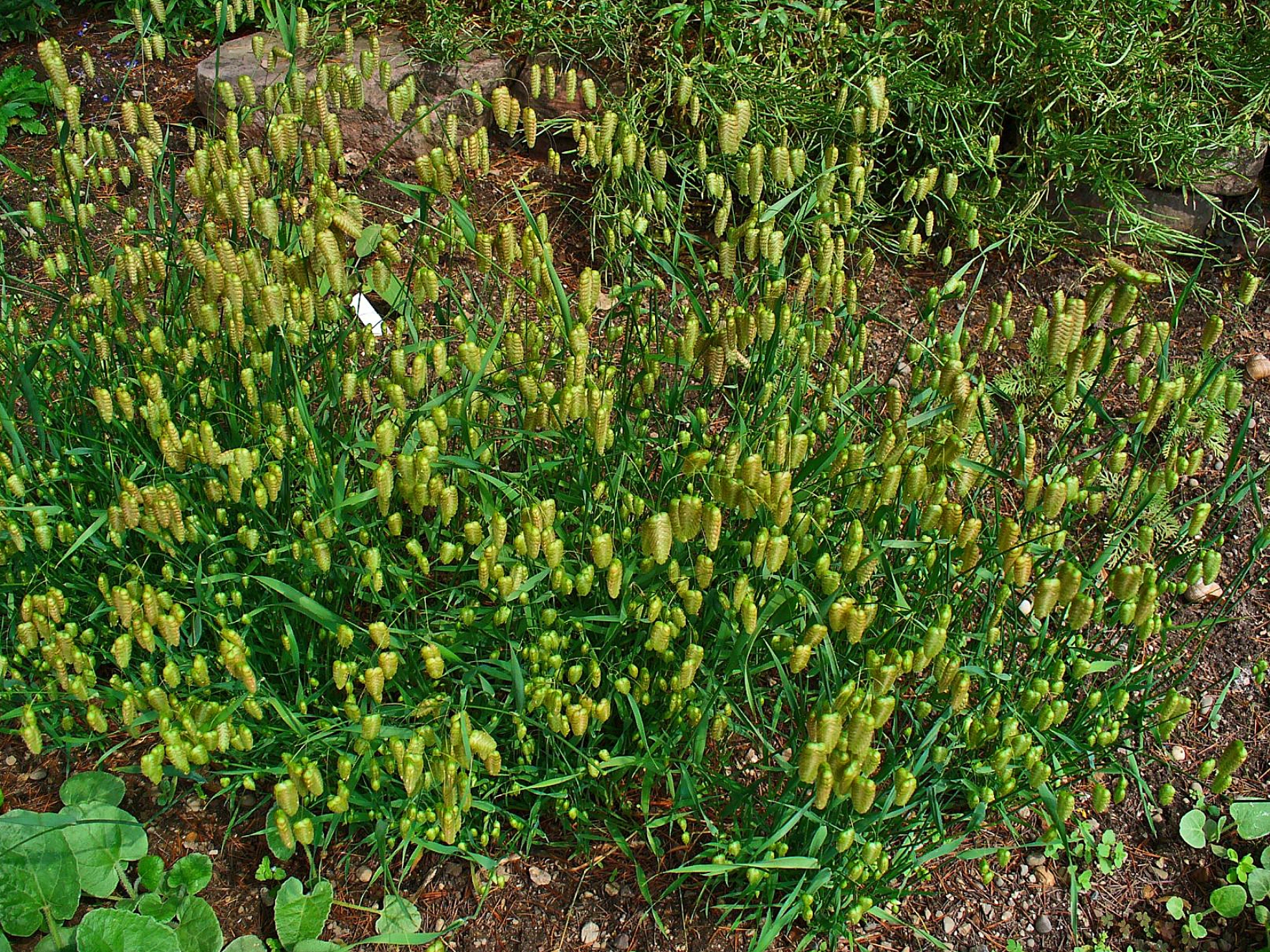
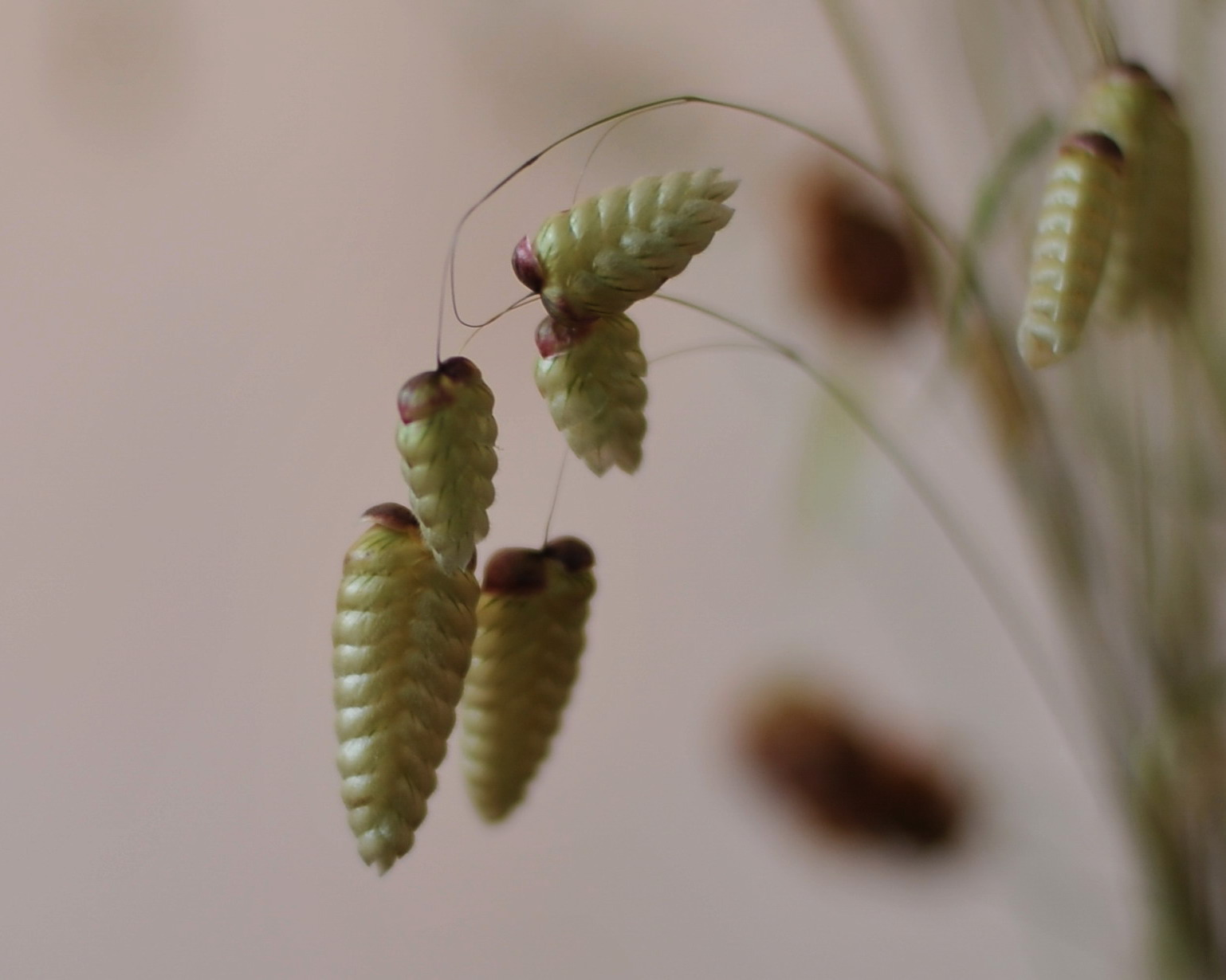